# Talbrücke Schafstalgrund

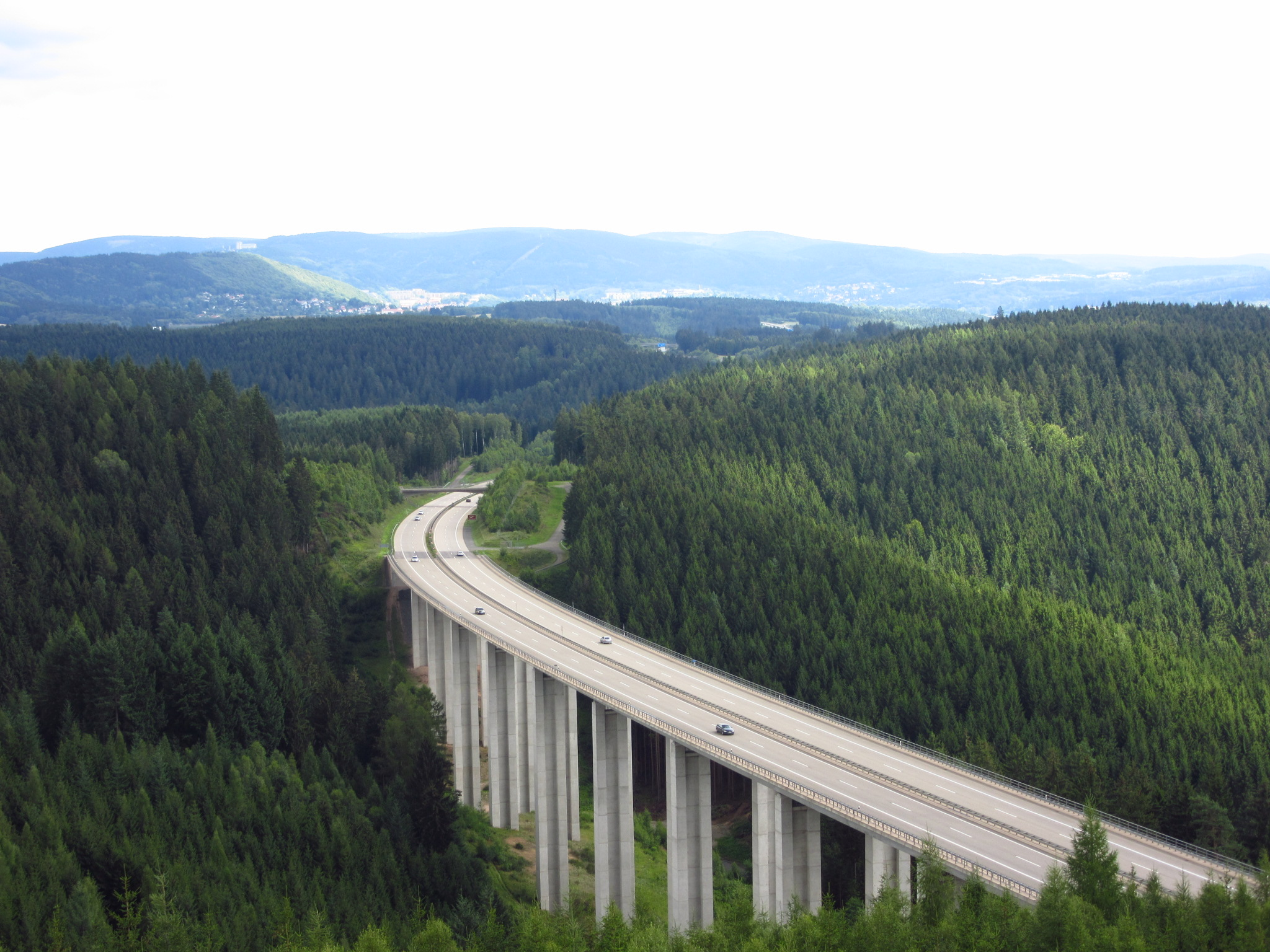
Talbrücke Schafstalgrund

Die Talbrücke Schafstalgrund ist eine 524,6 m lange Brücke der Autobahn 71. 
Das Bauwerk liegt bei Kilometer 135 zwischen dem Autobahndreieck Suhl und dem Autobahnanschluss Meiningen-Nord. Es überspannt im Wald westlich von Dietzhausen in einer Höhe von maximal 61 m mit elf Feldern das Tal des Schafstalgrundes. Die Brücke hat im Grundriss auf den ersten 100 m einen Radius von 1800 m, anschließend folgt eine Klothoide mit A = 900. Das Längsgefälle Richtung Osten variiert zwischen 1,1 % und 3,1 %. Gebaut wurde die Überführung mit zwei getrennten Überbauten zwischen den Jahren 2000 und 2002 bei Kosten von ungefähr 10 Millionen Euro.

## Gründung und Unterbauten
Die Widerlager und Pfeiler haben eine Flachgründung auf dem anstehenden Buntsandstein. Die Pfeiler sind zwischen 24 m und 57 m hoch. Der Vollquerschnitt der Pfeiler hat in Brückenlängsrichtung einen Anzug von 1:70 und besteht aus zwei trapezförmigen Pfeilerköpfen, welche durch eine Scheibe miteinander verbunden sind.

## Überbauten

Hohlkastenquerschnitt einer Spannbetonbrücke in Mischbauweise

Die beiden nebeneinanderliegenden Überbauten der Spannbetonbrücke sind Durchlaufträger mit einem Hohlkastenquerschnitt und konstanter Konstruktionshöhe von 3,3 m. Die Vorspannung besteht aus einer Mischbauweise mit internen und externen Spannkabeln.
Die Stützweiten betragen für die 11-feldrige Brücke 40,0 m + 9 × 49,4 m + 40,0 m.

## Ausführung
Die Brücke wurde im Taktschiebeverfahren in 21 Takten mit Regeltaktlängen von 25 m hergestellt. Der Taktkeller war am östlichen Widerlager angeordnet, wodurch sich ein Aufwärtsschub mit durchschnittlich 2,65 % Steigung ergab. Aufgrund der Grundrissgeometrie der Brücke musste diese bereichsweise nicht nur längs, sondern auch quer verschoben werden. 